# Coppa Italia Serie C 2021-2022
La Coppa Italia Serie C 2021-2022 è stata una competizione di calcio italiana alla quale partecipano le squadre iscritte al campionato di Serie C 2021-2022, iniziata il 19 agosto 2021 e terminata il 6 aprile 2022. La manifestazione torna ad avere luogo dopo che, a causa della pandemia di COVID-19 nel Paese, l'edizione 2020-2021 non si era disputata a causa della partenza ritardata della stagione sportiva e del calendario troppo affollato. Il torneo è stato vinto dal Padova, alla sua seconda affermazione.

## Formula
Partecipano alla competizione le 60 squadre iscritte al campionato di Serie C 2021-2022. La competizione si svolge interamente ad eliminazione diretta: i primi quattro turni sono in gara unica, mentre semifinali e finale si svolgono con gare di andata e ritorno.
Le 4 società selezionate per partecipare anche alla Coppa Italia professionisti sono esentate dal primo turno ed ammesse direttamente al secondo. Ai fini della determinazione degli accoppiamenti fino agli ottavi di finale secondo un criterio di vicinanza geografica, tutte le 60 squadre partecipanti sono suddivise in quattro gruppi, ciascuno comprendente 15 società. In ciascun gruppo sono inserite una delle squadre esentate dal primo turno e 14 di quelle che invece devono disputarlo.
- Primo turno: in ciascuno dei 4 gruppi un sorteggio integrale determina i 7 accoppiamenti fra le 14 squadre che ne fanno parte, stabilendo per sorteggio anche la squadra che ha diritto a giocare in casa la gara unica. Le vincitrici accedono al secondo turno.

- Secondo turno: partecipano complessivamente 32 società, vale a dire le 28 vincitrici il primo turno e le 4 società ammesse alla Coppa Italia 2021-2022 organizzata dalla LNP Serie A. All'interno di ciascuno dei quattro gruppi le 8 squadre (1 ammessa di diritto e 7 provenienti dal turno precedente) sono nuovamente abbinate da un sorteggio integrale per determinare i 4 accoppiamenti. Il sorteggio stabilisce anche chi ha diritto a giocare in casa la gara unica, eccezion fatta per la squadra ammessa di diritto a questo turno, che gioca di diritto in casa contro l'avversaria assegnatale dal sorteggio. Le squadre vincitrici accedono agli ottavi di finale.

- Ottavi di finale: vi partecipano le 16 squadre vincitrici del secondo turno eliminatorio. Ancora una volta, all'interno di ciascun gruppo le 4 squadre rimaste in lizza sono abbinate da un sorteggio integrale per determinare i 2 accoppiamenti e il fattore campo. Le vincitrici accedono ai quarti di finale.
- Quarti di finale: partecipano le 8 vincitrici degli ottavi di finale. A partire da questo turno gli accoppiamenti sono determinati da un sorteggio integrale, senza più tenere conto dei 4 gruppi geografici di provenienza. Le vincitrici accedono alle semifinali.
- Semifinali e finale: le 4 vincitrici dei quarti di finale si sfidano con gare di andata e ritorno; il sorteggio determina l'ordine dei campi, anche per la finale fra le due vincitrici delle semifinali.

La vincitrice del torneo si qualificherà di diritto, oltre che alla Coppa Italia 2022-2023, anche alla fase nazionale dei playoff di Serie C 2021-2022 per la promozione in Serie B 2022-2023, a meno che essa non si trovasse in una delle seguenti situazioni:
1. già promossa in Serie B per piazzamento (primo posto nel proprio girone del campionato);
2. già ammessa alla fase nazionale dei playoff per piazzamento (secondo o terzo posto nel proprio girone del campionato);
3. rinunciante alla partecipazione ai playoff;
4. piazzamento nel proprio girone del campionato di Serie C in uno degli ultimi cinque posti (quindi retrocessa direttamente in Serie D, ammessa ai playout oppure salva per distacco).

In tal caso il suo posto sarebbe colmato dalla finalista sconfitta in questo torneo o, in subordine, dalla quarta classificata del girone cui appartiene la vincitrice di coppa.

## Calendario
| Fase              | Turno            | Andata                           | Ritorno                      |
| ----------------- | ---------------- | -------------------------------- | ---------------------------- |
| Turni eliminatori | Primo turno      | 19-21-22 agosto 2021             | 19-21-22 agosto 2021         |
| Turni eliminatori | Secondo turno    | 8-14-15-16 settembre 2021        | 8-14-15-16 settembre 2021    |
| Fase finale       | Ottavi di finale | 3 novembre 2021                  | 3 novembre 2021              |
| Fase finale       | Quarti di finale | 24 novembre 2021                 | 24 novembre 2021             |
| Fase finale       | Semifinali       | 15 dicembre 2021 18 gennaio 2022 | 19 gennaio 2022 2 marzo 2022 |
| Fase finale       | Finale           | 9 marzo 2022                     | 6 aprile 2022                |

## Partite

### Turni eliminatori

#### Primo turno
Vi partecipano le 56 squadre che non avevano partecipato alla Coppa Italia maggiore. Le squadre sono suddivise in 4 gruppi costituiti da 14 squadre, e si affrontano in gare di sola andata. Le squadre vincitrici vengono ammesse al secondo turno.
| Squadra 1          | Risultato       | Squadra 2        |          |          |
| Gruppo 1           | Gruppo 1        | Gruppo 1         | Gruppo 1 | Gruppo 1 |
| ------------------ | --------------- | ---------------- | -------- | -------- |
| Virtus Verona      | 2 - 2 (4-5 dtr) | Giana Erminio    |          |          |
| Feralpisalò        | 3 - 0           | Pro Patria       |          |          |
| Renate             | 1 - 3           | Seregno          |          |          |
| Triestina          | 0 - 1           | Trento           |          |          |
| Pro Vercelli       | 0 - 0 (3-2 dtr) | Pergolettese     |          |          |
| Pro Sesto          | 2 - 3 (dts)     | Juventus U23     |          |          |
| AlbinoLeffe        | 2 - 1           | Lecco            |          |          |
| Gruppo 2           |                 |                  |          |          |
| Piacenza           | 1 - 0           | Reggiana         |          |          |
| Virtus Entella     | 1 - 0           | Fiorenzuola      |          |          |
| Vis Pesaro         | 0 - 1           | Modena           |          |          |
| Pontedera          | 1 - 3           | Mantova          |          |          |
| Imolese            | 2 - 1           | Carrarese        |          |          |
| Legnago            | 3 - 0           | Lucchese         |          |          |
| Cesena             | 3 - 1           | Pistoiese        |          |          |
| Gruppo 3           |                 |                  |          |          |
| Teramo             | 2 - 0           | Monterosi Tuscia |          |          |
| Viterbese          | 2 - 1           | Gubbio           |          |          |
| Pescara            | 2 - 0           | Olbia            |          |          |
| Grosseto           | 2 - 1           | Campobasso       |          |          |
| Turris             | 1 - 0           | Latina           |          |          |
| Ancona-Matelica    | 1 - 1 (3-2 dtr) | Montevarchi      |          |          |
| Siena              | 1 - 1 (3-1 dtr) | Fermana          |          |          |
| Gruppo 4           |                 |                  |          |          |
| Virtus Francavilla | 2 - 0           | Taranto          |          |          |
| Foggia             | 2 - 0           | Paganese         |          |          |
| Vibonese           | 0 - 1 (dts)     | Catania          |          |          |
| Bari               | 0 - 1           | Fidelis Andria   |          |          |
| Juve Stabia        | 2 - 3           | Messina          |          |          |
| Palermo            | 4 - 1           | AZ Picerno       |          |          |
| Monopoli           | 1 - 1 (4-2 dtr) | Potenza          |          |          |

#### Secondo turno
Vi partecipano le 28 squadre vincitrici del primo turno e le 4 squadre che hanno partecipato alla Coppa Italia maggiore. Le squadre sono suddivise in 4 gruppi costituiti da 8 squadre, e si affrontano in gare di sola andata. Le squadre vincitrici vengono ammesse alla fase finale.
| Squadra 1      | Risultato       | Squadra 2          |          |          |
| Gruppo A       | Gruppo A        | Gruppo A           | Gruppo A | Gruppo A |
| -------------- | --------------- | ------------------ | -------- | -------- |
| Trento         | 0 - 0 (3-1 dtr) | Seregno            |          |          |
| Südtirol       | 4 - 1           | Giana Erminio      |          |          |
| Pro Vercelli   | 2 - 2 (2-4 dtr) | AlbinoLeffe        |          |          |
| Juventus U23   | 3 - 2           | Feralpisalò        |          |          |
| Gruppo B       |                 |                    |          |          |
| Cesena         | 1 - 2           | Virtus Entella     |          |          |
| Modena         | 4 - 0           | Imolese            |          |          |
| Piacenza       | 2 - 1           | Mantova            |          |          |
| Padova         | 1 - 0           | Legnago            |          |          |
| Gruppo C       |                 |                    |          |          |
| Pescara        | 2 - 0           | Grosseto           |          |          |
| Teramo         | 1 - 0           | Siena              |          |          |
| Avellino       | 0 - 1           | Ancona-Matelica    |          |          |
| Viterbese      | 3 - 1           | Turris             |          |          |
| Gruppo D       |                 |                    |          |          |
| Catanzaro      | 1 - 0           | Catania            |          |          |
| Fidelis Andria | 2 - 1 (dts)     | Virtus Francavilla |          |          |
| Palermo        | 2 - 1           | Monopoli           |          |          |
| Foggia         | 2 - 0           | Messina            |          |          |

## Fase finale

### Squadre partecipanti
| Club            | Città                    | Stadio                                           | Ultima Partecipazione                                               |
| --------------- | ------------------------ | ------------------------------------------------ | ------------------------------------------------------------------- |
| AlbinoLeffe     | Albino (BG) e Leffe (BG) | Stadio comunale Città di Gorgonzola (Gorgonzola) | 2019-20: Eliminato nella Fase a Gironi                              |
| Juventus U23    | Torino                   | Stadio Giuseppe Moccagatta (Alessandria)         | 2019-20: Vincitore                                                  |
| Padova          | Padova                   | Stadio Euganeo                                   | 2019-20: Eliminato ai Sedicesimi di Finale                          |
| Piacenza        | Piacenza                 | Stadio Leonardo Garilli                          | 2019-20: Eliminato ai Quarti di Finale                              |
| Südtirol        | Bolzano                  | Stadio Druso                                     | 2019-20: Eliminato al Primo Turno della Fase a Eliminazione Diretta |
| Trento          | Trento                   | Stadio Briamasco                                 | 2002-03: Eliminato al Primo Turno Preliminare                       |
| Ancona-Matelica | Ancona                   | Stadio Del Conero                                | 2016-17: Semifinalista                                              |
| Modena          | Modena                   | Stadio Alberto Braglia                           | 2019-20: Eliminato nella Fase a Gironi                              |
| Pescara         | Pescara                  | Stadio Adriatico-Giovanni Cornacchia             | 2009-10: Eliminato al Secondo Turno Preliminare                     |
| Teramo          | Teramo                   | Stadio Gaetano Bonolis                           | 2019-20: Eliminato agli Ottavi di Finale                            |
| Virtus Entella  | Chiavari (GE)            | Stadio comunale di Chiavari                      | 2018-19: Eliminato ai Sedicesimi di Finale                          |
| Viterbese       | Viterbo                  | Stadio Enrico Rocchi                             | 2019-20: Eliminato ai Sedicesimi di Finale                          |
| Catanzaro       | Catanzaro                | Stadio Nicola Ceravolo                           | 2019-20: Eliminato ai Quarti di Finale                              |
| Fidelis Andria  | Andria                   | Stadio degli Ulivi                               | 2017-18: Eliminato nella Fase a Gironi                              |
| Foggia          | Foggia                   | Stadio Pino Zaccheria                            | 2016-17: Eliminato agli Ottavi di Finale                            |
| Palermo         | Palermo                  | Stadio Renzo Barbera                             | 2000-01: Eliminato agli Ottavi di Finale                            |

#### Ottavi di finale
Si disputano in gara unica.
| Squadra 1       | Risultato       | Squadra 2      |          |          |
| Gruppo A        | Gruppo A        | Gruppo A       | Gruppo A | Gruppo A |
| --------------- | --------------- | -------------- | -------- | -------- |
| Südtirol        | 2 - 1           | Juventus U23   |          |          |
| AlbinoLeffe     | 2 - 2 (8-7 dtr) | Trento         |          |          |
| Gruppo B        |                 |                |          |          |
| Padova          | 2 - 1 (dts)     | Virtus Entella |          |          |
| Modena          | 4 - 4 (3-4 dtr) | Piacenza       |          |          |
| Gruppo C        |                 |                |          |          |
| Teramo          | 1 - 0           | Pescara        |          |          |
| Ancona-Matelica | 0 - 1           | Viterbese      |          |          |
| Gruppo D        |                 |                |          |          |
| Catanzaro       | 1 - 0           | Palermo        |          |          |
| Foggia          | 2 - 3           | Fidelis Andria |          |          |

| Arbitro: | Perri (Roma 1) |

|                                                                                    |                      |                                                                                    |
| Ravasio 86’ Tomaselli 116’                                                         | Marcatori            | 48’ Barbuti 120+1’ Scorza                                                          |
| De Felice Tomaselli Nichetti Muzio Ravasio Marchetti Saltarelli Gusu Concas Miculi | Tiri di rigore 8 – 7 | Nunes Carini Chinellato Ruffo Luci Vianni Pattarello Scorza Seno Trainotti Simonti |

| Arbitro: | Centi (Terni) |

|             |           |  |
| Curiale 67’ | Marcatori |  |

| Arbitro: | Villa (Rimini) |

|  |           |             |
|  | Marcatori | 55’ Iuliano |

| Arbitro: | Delrio (Reggio Emilia) |

|                                           |                      |                                                     |
| Silvestri 20’ Minesso 37’, 50’, 99’       | Marcatori            | 7’ Simonetti 62’ Dubickas 66’ Parisi 105+1’ Corbari |
| Minesso Renzetti Castiglia Mosti Di Paola | Tiri di rigore 3 – 4 | Marino Dubickas Rabbi Suljic Armini                 |

| Arbitro: | Turrini (Firenze) |

|                          |           |             |
| Bifulco 63’ Chiricò 105’ | Marcatori | 62’ Capello |

| Arbitro: | Costanza (Agrigento) |

|                           |           |                        |
| Odogwu 33’ Candellone 39’ | Marcatori | 62’ Nicolussi Caviglia |

| Arbitro: | Angelucci (Foligno) |

|                     |           |                              |
| Garofalo 45+3’, 70’ | Marcatori | 33’ Bubas 57’, 79’ Di Piazza |

| Arbitro: | Bordin (Bassano del Grappa) |

|           |           |  |
| Viero 51’ | Marcatori |  |

#### Quarti di finale
Si disputano in gara unica.
| Squadra 1      | Risultato | Squadra 2 |
| -------------- | --------- | --------- |
| Teramo         | 0 - 3     | Südtirol  |
| Fidelis Andria | 1 - 0     | Piacenza  |
| Padova         | 1 - 0     | Viterbese |
| AlbinoLeffe    | 0 - 1     | Catanzaro |

| Arbitro: | Cherchi (Carbonia) |

|  |           |             |
|  | Marcatori | 50’ Cinelli |

| Arbitro: | Cavaliere (Paola) |

|           |           |  |
| Bubas 25’ | Marcatori |  |

| Arbitro: | Giaccaglia (Jesi) |

|            |           |  |
| Biasci 25’ | Marcatori |  |

| Arbitro: | Scarpa (Collegno) |

|  |           |                                 |
|  | Marcatori | 5’ Voltan 42’ Vinetot 71’ Rover |

#### Semifinali
Si disputano in partite di andata e ritorno.
| Squadra 1      | Totale | Squadra 2 | Andata | Ritorno |
| -------------- | ------ | --------- | ------ | ------- |
| Fidelis Andria | 1 - 7  | Südtirol  | 0 - 4  | 1 - 3   |
| Padova         | 2 - 1  | Catanzaro | 1 - 1  | 1 - 0   |

#### Andata
| Arbitro: | Ricci (Firenze) |

|           |           |           |
| Kirwan 9’ | Marcatori | 15’ Verna |

| Arbitro: | Fiero (Pistoia) |

|  |           |                                                       |
|  | Marcatori | 11’ Casiraghi 36’ Odogwu 70’ Fink 76’ (aut.) Nunzella |

#### Ritorno
| Arbitro: | Acanfora (Castellammare di Stabia) |

|  |           |             |
|  | Marcatori | 10’ Bifulco |

| Arbitro: | Pascarella (Nocera Inferiore) |

|                                 |           |            |
| Fischnaller 39’, 57’ Mawuli 39’ | Marcatori | 33’ Ortisi |

#### Finale
La finale si disputa in gara doppia: 9 marzo (andata) e 6 aprile (ritorno) 2022.
| Squadra 1 | Totale | Squadra 2 | Andata | Ritorno |
| --------- | ------ | --------- | ------ | ------- |
| Padova    | 1 - 0  | Südtirol  | 0 - 0  | 1 - 0   |

##### Andata
| Padova 9 marzo 2022, ore 18:50 CET Finale | Padova               | 0 – 0 | Südtirol | Stadio Euganeo\| Arbitro: \| Perenzoni (Rovereto) \| |
| Arbitro:                                  | Perenzoni (Rovereto) |       |          |                                                      |

##### Ritorno
| Arbitro: | Feliciani (Teramo) |

|  |           |             |
|  | Marcatori | 64’ Jelenič |

## Classifica marcatori
| Gol |  |  | Giocatore           | Squadra            |
| --- |  |  | ------------------- | ------------------ |
| 4   |  |  | Mattia Minesso      | Modena             |
| 4   |  |  | Sergio Bubas        | Fidelis Andria     |
| 3   |  |  | Daniel Birligea     | Teramo             |
| 3   |  |  | Leonardo Candellone | Südtirol           |
| 2   |  |  | Alfredo Bifulco     | Padova             |
| 2   |  |  | Iacopo Cernigoi     | Seregno            |
| 2   |  |  | Matteo Di Piazza    | Fidelis Andria     |
| 2   |  |  | Giuseppe Fella      | Palermo            |
| 2   |  |  | Manuel Fischnaller  | Südtirol           |
| 2   |  |  | Vincenzo Garofalo   | Foggia             |
| 2   |  |  | Pasquale Maiorino   | Virtus Francavilla |
| 2   |  |  | Filippo Moscati     | Grosseto           |
| 2   |  |  | Raphael Odogwu      | Sudtirol           |
| 2   |  |  | Tino Parisi         | Piacenza           |
| 2   |  |  | Matías Soulé        | Juventus U23       |
| 2   |  |  | Giacomo Tomaselli   | AlbinoLeffe        |